# Sergueï Lemechev
Sergueï Iakovlevitch Lemechev (en russe : Сергей Яковлевич Лемешев) est un chanteur d’opéra russe (ténor) né le 27 juillet 1902 à Staroïe Kniazevo (en russe : Старое Князево) dans le gouvernement de Tver et mort le 26 juin 1977 à Moscou.

## Biographie
Né dans une famille paysanne, il apprend d’abord la cordonnerie. Après la Révolution d’Octobre, il fait ses études à l’école des artisans, et c’est là qu’il s’intéresse à la musique. Il étudie la théorie de la musique, développe sa voix et en 1919 débute en concert dans un club de village. En 1920, Lemechev entre au collège de cavalerie, mais le quitte l’année suivante pour passer les examens d’entrée au Conservatoire de Moscou, où son professeur est Nazari Raïski. 
En 1925, Lemechev termine le Conservatoire et commence sa carrière dans l’Atelier d’opéra sous la direction de Constantin Stanislavski. Puis il se présente aux théâtres de Sverdlovsk, Harbin et Tbilissi. La célèbre basse russe Alexandre Pirogov pendant sa visite à Tbilissi l’invite au Bolchoï, et en 1931 Lemechev débute dans ce théâtre dans les rôles de Berendeï (La Demoiselle des neiges de Rimski-Korsakov) et Gérald (Lakmé). Son succès lui permet de devenir soliste et d'y rester jusqu’en 1965. En 1959―1962, Lemechev dirige l’atelier d’opéra du Conservatoire de Moscou.
Le répertoire de Lemechev comporte plusieurs rôles majeurs dans les opéras russes et étrangers, tels que Levko, l'Astrologue, le Duc, Werther, Alfredo, Roméo et bien d'autres. Mais son meilleur rôle est Lenski, qu’il chante plus de cinq cents fois avec un grand succès. Lemechev est connu aussi comme un remarquable chanteur de chambre (il chante, par exemple, toutes les romances de Tchaïkovsky) et comme artiste de scène les chansons des compositeurs soviétiques: Isaac Dounaïevski, Matveï Blanter, Tikhon Khrennikov, Nikita Bogoslovski et d'autres.
En 1941, il devient lauréat du Prix Staline et il est nommé Artiste du peuple de l'URSS, en 1950 .